# Aeropuerto Internacional de Bangor
El Aeropuerto Internacional de Bangor, (IATA: BGR, OACI: KBGR, FAA LID: BGR)  es un aeropuerto público civil-militar en el lado oeste de la ciudad de Bangor, en el Condado de Penobscot, Maine, Estados Unidos. El aeropuerto, que es propiedad y está operado por la ciudad de Bangor, tiene una sola pista que mide 3487 por 61 m (11,440 por 200 pies). Anteriormente, el Aeropuerto Internacional de Bangor era una instalación militar conocida como Base de la Fuerza Aérea Dow y en la actualidad sigue albergando la 101.ª Ala de Reabastecimiento Aéreo de la Guardia Nacional Aérea de Maine, aunque la mayoría de las aeronaves y el personal de la Fuerza Aérea se trasladaron a fines de la década de 1960. BGR cubre 841 ha (2079 acres) de tierra. Está incluido en el Plan Nacional de Sistemas Aeroportuarios Integrados de la Administración Federal de Aviación (FAA) para 2023-2027, en donde quedó categorizado como una instalación de servicio comercial primario no central.
El aeropuerto debe su prosperidad a su ubicación en los principales corredores aéreos entre Europa y la Costa Este de los Estados Unidos.
Bangor International funciona como un "fondo empresarial", lo que significa que los gastos de operación provienen de los ingresos del aeropuerto. vuelos y tráfico de aviación corporativa/general. Uno de los tres aeropuertos internacionales en el estado, sirve a los residentes del centro, este y norte de Maine, así como a partes de Canadá.
Fue designado por la NASA como un lugar de aterrizaje de emergencia para el transbordador espacial.

## Aerolíneas y destinos

### Pasajeros
| Aerolíneas        | Destinos                                                                                    |
| ----------------- | ------------------------------------------------------------------------------------------- |
| Allegiant Air     | Orlando/Sanford, San Petersburgo/Clearwater Estacional: Fort Lauderdale, Punta Gorda (FL)   |
| American Airlines | Estacional: Charlotte, Filadelfia, Washington–National                                      |
| American Eagle    | Charlotte, Filadelfia, Washington–National Estacional: Chicago–O'Hare, Nueva York–LaGuardia |
| Breeze Airways    | Orlando, Tampa Estacional: Fort Myers                                                       |
| Delta Air Lines   | Estacional: Atlanta                                                                         |
| Delta Connection  | Nueva York–JFK, Nueva York–LaGuardia Estacional: Detroit                                    |
| United Express    | Newark Estacional: Chicago–O'Hare                                                           |

### Carga
| Aerolíneas                               | Destinos                       |
| ---------------------------------------- | ------------------------------ |
| FedEx Feeder operado por Wiggins Airways | Mánchester (NH), Portland (ME) |
| UPS Airlines                             | Louisville, Mánchester (NH)    |
| UPS Airlines operado por Wiggins Airways | Burlington (VT)                |